# Хумано друштво Добра воља
Хумано друштво Добра воља у Земуну основано је 1930. године, са циљем да се чланарином и добровољним прилозима помогне сиромашној деци, пре свега школарцима. Оснивачи овога друштва били су Јосип Кулунџић, који је био и први председник друштва, Паја Јовановић, Стеван Бенко, Димитрије Петровић, Дане Орлић, Ива Опашић, Сава Петровић, Милан Ковачевић, Густав Чмелик, Емануел Самлаић, Шећеслав Завазал, Драгутин Стефановић, Јован Маринковић, Манојло Ћурчић и Милан Стакић. Својим преданим радом друштво је увећавало број својих чланова и пријатеља и на тај начин успевало да помогне великом броју деце. 
Друштво се трудило да се пре свега очува здравље деце, а потом да им се омогући да заврше основну школу. Да би циљ друштва био још видљивији и јаснији узет је за патрона друштва Свети Наум, заштитник сироте деце. Сваке године на дан своје славе друштво је поклањало одећу сиромашној деци и на тај начин помагала њима и њиховим породицама. Број овако збринуте деце растао је из године у годину. Друштво је помагало и другим хуманитарним друштвима, тако знамо да је у виду прилога донирало хуманитарном друштву Милосрђе у Земуну 1000 динара подмлатку Црвеног крста у Земуну 600 динара.
Након убиства краља Александра друштво је сваке године, у знак сећања на преминулог краља, опремало одећом двоје деце, који су били најбољи ђаци те године. Том приликом је краљ Александар уписан и као добротвор друштва. Друштво је генерално имало доста пријатеља и добротвора, који су ценили идеју и рад друштва и несебично помагали да се његови циљеви остваре.